# Karaté aux Jeux africains de 2011
Navigation
2007 2015
Les compétitions de Karaté aux Jeux africains de 2011 à Maputo, Mozambique se déroulent du 6 au 9 septembre 2011.

## Résumé des médailles

### Hommes
| Épreuves         | Or                 | Argent                                                         | Bronze                                   |
| ---------------- | ------------------ | -------------------------------------------------------------- | ---------------------------------------- |
| −60 kg           | Abdelkrim Bouamria | Mohamed Magdy                                                  | Innocent Okomba Hamadou Diallo           |
| −67 kg           | Chérif Idrissa Ba  | Houssem Halouane                                               | Sayed Abdennabi Anthony Amani            |
| −75 kg           | Abdou Lahat Cissé  | Marwen Khamassi                                                | Walid Bouaboub Efezino Akpotu            |
| −84 kg           | Heni Kechta        | Mehdi Dahmouni                                                 | Georges Franck Kom Morgan Moss           |
| +84 kg           | Abdoulaye Diop     | Hope Adele                                                     | Massinissa Hamdani Mohamed Ridha Ouez    |
| Kata             | Ahmed Shawky       | Ofentse Oshoma                                                 | Jaafar Islameddine Joad Meneses          |
| Kata en équipe   | Égypte             | Algérie Jaafar Islameddine Abdelhamid Chaouche Mohamed Ouchene | Botswana Mozambique                      |
| Kumite en équipe | Égypte             | République du Congo                                            | République démocratique du Congo Tunisie |

### Femmes
| Épreuves         | Or                                                          | Argent            | Bronze                                                                                        |
| ---------------- | ----------------------------------------------------------- | ----------------- | --------------------------------------------------------------------------------------------- |
| −50 kg           | Yasmeen Rashed                                              | Dyhia Chikhi      | Marie Ngono Toutou Fall                                                                       |
| −55 kg           | Ilham Eldjou                                                | Dhouha Ben Othman | Thato Malunga Amy Mbaye                                                                       |
| −61 kg           | Boutheina Hasnaoui                                          | Tounko Sylla      | Mamie Bilembo Randa Fayadh                                                                    |
| −68 kg           | Faten Aissa                                                 | Heba Abd Elhamid  | Zahira Abdelkader Sylvie Ivrana                                                               |
| +68 kg           | Blandine Angama (CMR)                                       | Zeineb Kotb       | Siny Fall Kaouther Hasnaoui                                                                   |
| Kata             | Sarah Aly                                                   | Kamilia Hadj Saïd | Thato Malunga Coral Jacobs                                                                    |
| Kata en équipe   | Algérie Selma Bedja Manal Kamilia Hadj Said Yasmine Mouloud | Mozambique        | Botswana Cameroun                                                                             |
| Kumite en équipe | Sénégal Toutou Fall Siny Fall Amy Mbaye Magatte Seck        | Égypte            | Algérie Ilham Eldjou Yasmine Benazzoug Nesrine Kherrar Dyhia Chikhi Zahira Abdelkader Tunisie |

## Tableau des médailles
- Nation hôte

| Rang | Nation                           | Or | Argent | Bronze | Total |
| ---- | -------------------------------- | -- | ------ | ------ | ----- |
| 1    | Égypte                           | 6  | 4      | 2      | 12    |
| 2    | Sénégal                          | 4  | 0      | 4      | 8     |
| 3    | Algérie                          | 3  | 4      | 5      | 12    |
| 4    | Tunisie                          | 2  | 3      | 4      | 9     |
| 5    | Cameroun                         | 1  | 0      | 4      | 5     |
| 6    | Botswana                         | 0  | 1      | 4      | 5     |
| 7    | Nigeria                          | 0  | 1      | 1      | 2     |
| 8    | République du Congo              | 0  | 1      | 1      | 2     |
| 9    | Mozambique                       | 0  | 1      | 1      | 2     |
| 10   | Mali                             | 0  | 1      | 0      | 1     |
| 11   | Afrique du Sud                   | 0  | 0      | 3      | 3     |
| 12   | République démocratique du Congo | 0  | 0      | 2      | 2     |
| 13   | Kenya                            | 0  | 0      | 1      | 1     |
|      | Total                            | 16 | 16     | 32     | 64    |